# العلاقات الصربية الميانمارية
العلاقات الصربية الميانمارية هي العلاقات الثنائية التي تجمع بين صربيا وميانمار.

## مقارنة بين البلدين
هذه مقارنة عامة ومرجعية للدولتين:
| وجه المقارنة                                              | صربيا                                                      | ميانمار          |
| --------------------------------------------------------- | ---------------------------------------------------------- | ---------------- |
| المساحة (كم2)                                             | 88.36 ألف                                                  | 676.58 ألف       |
| عدد السكان (نسمة)                                         | 7.02 مليون                                                 | 53.37 مليون      |
| الكثافة السكانية (ن./كم²)                                 | 79.45                                                      | 78.88            |
| العاصمة                                                   | بلغراد                                                     | نايبيداو، يانغون |
| اللغة الرسمية                                             | اللغة الصربية                                              | اللغة البورمية   |
| العملة                                                    | دينار صربي                                                 | كيات ميانماري    |
| الناتج المحلي الإجمالي (بليون دولار)                      | 41.43 مليار                                                | 69.32 مليار      |
| الناتج المحلي الإجمالي (تعادل القوة الشرائية) بليون دولار | 100.13 مليار                                               | 282.95 مليار     |
| الناتج المحلي الإجمالي الاسمي للفرد دولار أمريكي          | 5.24 ألف                                                   | 1.16 ألف         |
| الناتج المحلي الإجمالي للفرد دولار أمريكي                 | 13.59 ألف                                                  |                  |
| مؤشر التنمية البشرية                                      | 0.771                                                      | 0.536            |
| رمز المكالمات الدولي                                      | +381                                                       | +95              |
| رمز الإنترنت                                              | .rs، .срб ‏                                                 | .mm              |
| المنطقة الزمنية                                           | توقيت وسط أوروبا، ت ع م+01:00، ت ع م+02:00، أوروبا/بلغراد ‏ | ت ع م+06:30      |

## منظمات دولية مشتركة
يشترك البلدان في عضوية مجموعة من المنظمات الدولية، منها:
| علم المنظمة | اسم المنظمة                        | تاريخ انضمام صربيا | تاريخ انضمام ميانمار |
| ----------- | ---------------------------------- | ------------------ | -------------------- |
|             | مؤسسة التنمية الدولية              | 25 فبراير 1993     | 5 نوفمبر 1962        |
|             | المنظمة الهيدروغرافية الدولية      | ?                  | ?                    |
|             | مؤسسة التمويل الدولية              | 25 فبراير 1993     | 3 ديسمبر 1956        |
|             | منظمة حظر الأسلحة الكيميائية       | ?                  | ?                    |
|             | الأمم المتحدة                      | 1 نوفمبر 2000      | 19 أبريل 1948        |
|             | الاتحاد الدولي للاتصالات           | 1 يونيو 2001       | 15 سبتمبر 1937       |
|             | منظمة الشرطة الجنائية الدولية      | ?                  | ?                    |
|             | البنك الدولي للإنشاء والتعمير      | 25 فبراير 1993     | 3 يناير 1952         |
|             | الاتحاد البريدي العالمي            | ?                  | ?                    |
|             | وكالة ضمان الاستثمار متعدد الأطراف | 19 مارس 1993       | 16 ديسمبر 2013       |
|             | يونسكو                             | 20 ديسمبر 2000     | 27 يونيو 1949        |

## وصلات خارجية
- موقع وزارة الخارجية الصربية
- موقع وزارة الخارجية الميانمارية